# 4e Divisie
De 4e Divisie was een organisatie binnen de Koninklijke Landmacht die onderdeel was van het 1e Legerkorps.

## Geschiedenis
De 4e Divisie Infanterie werd in 1905 opgericht. De toevoeging “Infanterie” kwam in 1908 te vervallen. Tijdens de Eerste Wereldoorlog 1914-1918 was de 4e Divisie gemobiliseerd. De 4e Divisie lag vanaf 1913 als strategische reserve in en om Amersfoort ter versterking van een van de andere divisies  als  de  situatie dit vereiste. Vanaf 1915, na de Val van Antwerpen lag de 4e Divisie tussen  de Bergsche Maas en 's-Hertogenbosch. In oktober 1915  veranderde de situatie zodanig  dat het  accent  meer  kwam te  liggen op de  verdediging van West-Brabant. Begin  november schoof de 4e Divisie  iets naar het  westen op, richting Breda, en werd het divisie-hoofdkwartier Tilburg.
Tijdens de Duitse aanval op Nederland in 1940 had men twee legerkorpsen, met samen vier infanteriedivisies, in de Grebbelinie opgesteld: in het noorden het IVe Legerkorps met de 7e en 8e Divisie en in het zuiden het IIe Legerkorps met de 2e en 4e Divisie.
Na de capitulatie van het Nederlandse leger, werd het veldleger  op 15 mei 1940 ontbonden.

## Eerste Legerkorps
In Januari 1949 ging het kabinet akkoord met de oprichting van een legerkorps. Datzelfde jaar werd de NAVO opgericht.  Op 1 februari 1953 werd de 4e divisie heropgericht uit de in 1952 opgeroepen lichtingen. Op 15 november 1953 werd het Eerste Legerkorps opgericht. Vanwege een tekort aan legerkorpstroepen, werden mobilisabele eenheden gevuld met oud-Indiëgangers.
Na de  toetreding van West-Duitsland tot de NAVO in 1955 kreeg het 1e Legerkorps de taak om in West-Duitsland de verdediging in het kader van het NAVO verdedigingsconcept op zich te nemen. Het 1e legerkorps werd verantwoordelijk gesteld voor de verdediging van een gedeelte van de Noord-Duitse laagvlakte als onderdeel van de Northern Army group van de NAVO. 
Het  Legerplan  1958  voorzag in  een legerkorps  met  twee  parate  divisies. Naast  de  parate 4e divisie zou een parate Ie divisie worden gevormd, dit werd de Eerste Divisie 7 December. In 1954 werd de mobilisabele 5e divisie gevormd.
Vanaf 1963 werd een deel van het legerkorps gelegerd in de legerplaats Seedorf.
Op 19 mei 1993 werd de 5e divisie opgeheven en vormden de eerste en de vierde gezamenlijk het Eerste Legerkorps.
De staf van de 4e Divisie was tot 2 november 1994 gevestigd in Harderwijk.

## Commandanten
- 1931-1935 Generaal-majoor   Henri Gerard Winkelman
- 1937-1938 Generaal-majoor   P.W. Best
- 1938-1940 Kolonel           A.A.M. van Loon
- 1953-1958 Generaal-majoor   P. Gips
- 1958-1962 Generaal-majoor   Frans van der Veen
- 1967-1971 Generaal-majoor   Ferry Meijnderts
- 1971-197x Generaal-majoor   Johannes Adolf Bentinck
- 1975-1979 Generaal-majoor   J.A. Makkink
- 1979-1982 Generaal-majoor   A.L. Hijmans
- 1982-1984 Generaal-majoor   J.P.A. van Buuren
- 1984-1988 Generaal-majoor   M. J. Wilmink
- 1988-1990 Onbekend
- 1990-1994 Generaal-majoor   J.C. Kosters